# Hemiselmis
A Hemiselmis a Cryptophyta nemzetsége.

## Történet
Mary Parke fedezte fel 1949-ben. Ő írta le első faját is, a Hemiselmis rufescenst.

## Morfológia
Általában 4–9 μm hosszú, szabadon úszó kétostorú egysejtű. Általában bab alakúak, ostoraik elölről nézve a sejt hosszának harmada és fele közt vannak. Csőszerű garatja, ahol 2 ejektoszómasor van, a sejt hátulján található. Egy plasztisza és nukleomorfa van Cr-fikoeritrin 555-tel, -fikocianin 577-tel, 612-vel vagy 630-cal. Például a Hemiselmis pacifica biliproteinje Cr-PC577, a Cr-PC612 a H. virescensben és a H. tepidában található. Kloroplasztiszai vörösek vagy zöldek.
Sejtmembránja alatt van periplasztja. Ez belső és felszíni lemezekből áll, melyek általában hatszögletűek. Több faj ultraszerkezete jól ismert. A H. brunescens periplasztja kristályos lemezekből álló fő és kis „kolbászszerű” rostokból álló szekunder rétegből áll. A nukleomorf a pirenoid és a sejtmag közt található. Ostorait egymással átfedő rostpikkelyek rétege veszi körül. Sorozatrekonstrukció alapján sejtenként 1 mitokondriuma van.

## Szaporodás
Csak ivartalan szaporodása ismert. A Hemiselmis-fajok mozgásképesek osztódáskor is.

## Mozgás
A Hemiselmis-fajok a mintákban könnyen szem elől téveszthetők kis méretük és gyors mozgásuk miatt, de csavart úszómozgásuk fontos ismertetőjegy. Ezt feltehetően nem az eltérő ostorhossz vagy -szerkezet, hanem a dorzoventrálisan lapult test okozza, és az ostorok alacsony ponton a hátulsó véghez közel való helyzete hozzájárul az egyedi mozgásmintához.

## Ökológia
Általában óceáni vagy partmenti tengeri környezetekben él, de édesvízben is él. Számos helyen megtalálták, például a Balti-, a Karib-tengeren és a Man-sziget közelében. A fajok hőmérséklet- és mélységtartománya nem ismert.

## Fajai
16 ismert faja van, ebből 14 rendszertanilag elfogadott. A Hemiselmis brunescens és a Hemiselmis cyclopea helyzete ismeretlen. A teljes fajlista:
- Hemiselmis amylifera Butcher, 1967
- Hemiselmis amylosa Clay et Kugrens, 1999
- Hemiselmis andersenii Lane et Archibald, 2008
- Hemiselmis anomala Butcher, 1967
- Hemiselmis brunnescens Butcher, 1967
- Hemiselmis cryptochromatica Lane et Archibald, 2008
- Hemiselmis cyclopea Butcher, 1967
- Hemiselmis oculata Butcher, 1967
- Hemiselmis pacifica Lane et Archibald, 2008
- Hemiselmis parvula (Skuja) Butcher, 1967
- Hemiselmis rotunda Butcher, 1967
- Hemiselmis rufescens Parke, 1949
- Hemiselmis simplex Butcher, 1967
- Hemiselmis tepida Lane et Archibald, 2008
- Hemiselmis vinosa (Conrad) Chrétiennot-Dinet, 1990
- Hemiselmis virescens Droop, 1955

## Genetika

### Megváltozott fikobiliproteinek
Fotoszintézisre használt fikobiliproteinjei energetikailag komplexek lehetnek, 3 különböző spektrotípusuk is lehet 2 αβ-protomerrel, eltérő negyedleges szerkezettel és excitonállapotokkal. Csak a Hemiselmisben ismert nyitott fikobiliprotein, ahol egy α-egységbeli aminosav-inzertáció megváltoztatja az αβ-protomerek elrendeződését – sztérikus hatások miatt közel 73°-kal elfordítja az α-egységet a zárt állapothoz képest –, oldószerrel töltött nagy üreget létrehozva. A H. andersenii nyitott merevítős változatot okozó L1 körinzertációja homológ a H. tepida és a H. rufescens hasonló inzertációjával. A nyitott változat, bér kevésbé stabil, gyakoribb a nyitott merevítősnél, így a két forma funkcionális okból maradhatott fenn.
Az α-egységekbe 20. helyen kerülő aszparaginsav megváltoztatja a hidrogénkötés-hálózatot is – az A pirrolgyűrű síkja a B-hez képest az α-kromofórban mintegy +29°-kal fordul a zárt változatban, –40°-kal a nyíltban, így –69°-kal fordítja el az A gyűrűt a nyílt αβ monomerben a zárthoz képest az inzertáció. A jelentős elfordulás megakadályozza a zárt dimer létrejöttét súlyos sztérikus gát miatt, így a következő legkisebb szabad entalpiájú állapot a nyitott dimer lehet.

### Nukleomorf
Nukleomorfa teljesen elvesztette intronjait, és a gyakori rDNS-cisztronok fele található meg benne. A H. andersenii nukleomorfgenomja 571,4 kbp hosszú, 3 kromoszómás – az 1. hossza 207,3, a 2.-é 184,6, a 3.-é 179,4 kbp. 472 fehérjekódoló gént tartalmaz, a Guillardia thetával közös legtöbb gén célja a fenntartás. GC-tartalma 25,18%.

### mtDNS
A Hemiselmis andersenii a Cryptophyta másodikként szekvenált mitokondriális genomú faja, mtDNS-e 60 553 bp hosszú, 30 szerkezeti RNS-t és 36 fehérjét kódol egy szálon. Számos tandem és elszórt ismétlődése van 22–336 bp közt egy 19,7 kbp-os génközi szakaszban, emellett 27 stabil DNS-tőköröket alkotó palindrom szekvencia található, melyek egyike egy GC- és egy AT-gazdag részhez közel van. Számos jellemzője, például szerkezete, génjei és a nagy ismétlődő rész a Rhodomonas salináéhoz hasonló, azonban a H. anderseniinek nincs fordított ismétlődő része vagy intronja, eredeti trnK(uuu) génjét elvesztette, azt trnS-eredetű váltotta fel, de az pszeudogén lehet. 36 fehérjéjéből 14 riboszomális fehérje (ebből 10 a kis, 4 a nagy alegység része), 21 az oxidatív foszforilációban vesz részt (ebből 12 a NADH-dehidrogenáz, 1 az ubikinol:citokróm c-oxidoreduktáz, 1 a szukcinát:ubikinon oxidoreduktáz, 3 a citokróm c-oxidáz, 4 az ATP-szintáz része), 1 szelenocisztein-independens fehérjetranszlokáz. GC-tartalma 29%, a DNS 61%-a kódol. A R. salinával összehasonlítva 13 szinténiás csoportban 40 gén található a 62 közös génből, a leghosszabb azonos sorrendű csoport a trnI(gau) génnel kezdődik, a nad9 génnel ér véget, és 7 génes

### Nukleomorfgenom
A H. rufescens nukleomorfgenomját alaposan tanulmányozták. Pulzáló mezős gélelektroforézissel (PFGE) becsült mérete 580 kbp.
A Hemiselmis andersenii genomja jelentős felfedezés volt. Mérete 572 kbp, intronjait elvesztette – hiányoznak a spliceoszomális intronok és az RNS-splicing-gének. Az evolúció feltehetően az intronok elvesztéséthez és a fehérjék alakjának és funkciójának módosulásához vezetett, a minimális funkcionális egységek szükségesek az alapvető eukarióta sejtfolyamatokhoz.

## Fordítás
Ez a szócikk részben vagy egészben  a   Hemiselmis című angol Wikipédia-szócikk ezen változatának fordításán alapul.  Az eredeti cikk szerkesztőit annak laptörténete sorolja fel. Ez a jelzés csupán a megfogalmazás eredetét és a szerzői jogokat jelzi, nem szolgál a cikkben szereplő információk forrásmegjelöléseként.